# Football Club Lahti 2010
Questa voce raccoglie le informazioni riguardanti il Football Club Lahti nelle competizioni ufficiali della stagione 2010.

## Stagione
Nella stagione 2010 l'FC Lahti ha disputato la Veikkausliiga, massima serie del campionato finlandese di calcio, terminando il torneo al quattordicesimo ed ultimo posto con 26 punti conquistati in 26 giornate, frutto di 5 vittorie, 11 pareggi e 10 sconfitte. In Suomen Cup è stato eliminato al quinto turno.

## Rosa
| N. |                             | Ruolo | Calciatore      |
| -- | --------------------------- | ----- | --------------- |
| 1  | Finlandia (bandiera)        | P     | Janne Leino     |
| 2  | Finlandia (bandiera)        | D     | Heikki Haara    |
| 4  | Finlandia (bandiera)        | D     | Janne Moilanen  |
| 5  | Finlandia (bandiera)        | D     | Jarkko Värttö   |
| 6  | Irlanda del Nord (bandiera) | D     | Tennant McVea   |
| 7  | Finlandia (bandiera)        | D     | Kalle Eerola    |
| 8  | Guinea (bandiera)           | C     | Mohamed Fofana  |
| 9  | Brasile (bandiera)          | A     | Rafael          |
| 10 | Finlandia (bandiera)        | C     | Jari Litmanen   |
| 11 | Finlandia (bandiera)        | A     | Drilon Shala    |
| 12 | Finlandia (bandiera)        | C     | Toni Huuhka     |
| 13 | Finlandia (bandiera)        | A     | Jussi Länsitalo |

| N. |                      | Ruolo | Calciatore         |
| -- | -------------------- | ----- | ------------------ |
| 14 | Finlandia (bandiera) | C     | Ibrahim Köse       |
| 15 | Finlandia (bandiera) | C     | Jukka Vanninen     |
| 16 | Finlandia (bandiera) | A     | Pekka Sihvola      |
| 17 | Finlandia (bandiera) | C     | Eero Korte         |
| 18 | Finlandia (bandiera) | D     | Juho-Matti Heikari |
| 19 | Finlandia (bandiera) | C     | Riku Heini         |
| 20 | Finlandia (bandiera) | A     | Jonne Kemppinen    |
| 21 | Finlandia (bandiera) | C     | Janne Törmänen     |
| 22 | Finlandia (bandiera) | P     | Juha Tuomi         |
| 23 | Finlandia (bandiera) | C     | Loorents Hertsi    |
| 29 | Paraguay (bandiera)  | D     | Hugo Miranda       |

## Statistiche

### Statistiche di squadra
| Competizione  | Punti | In casa | In casa | In casa | In casa | In casa | In casa | In trasferta | In trasferta | In trasferta | In trasferta | In trasferta | In trasferta | Totale | Totale | Totale | Totale | Totale | Totale | DR  |
| Competizione  | Punti | G       | V       | N       | P       | Gf      | Gs      | G            | V            | N            | P            | Gf           | Gs           | G      | V      | N      | P      | Gf     | Gs     | DR  |
| ------------- | ----- | ------- | ------- | ------- | ------- | ------- | ------- | ------------ | ------------ | ------------ | ------------ | ------------ | ------------ | ------ | ------ | ------ | ------ | ------ | ------ | --- |
| Veikkausliiga | 26    | 13      | 2       | 3       | 8       | 10      | 22      | 13           | 3            | 8            | 2            | 16           | 15           | 26     | 5      | 11     | 10     | 26     | 37     | -11 |
| Totale        | -     | 13      | 2       | 3       | 8       | 10      | 22      | 13           | 3            | 8            | 2            | 16           | 15           | 26     | 5      | 11     | 10     | 26     | 37     | -11 |